# Муди (Алабама)
Муди (енгл. Moody) град је у америчкој савезној држави Алабама. По попису становништва из 2010. у њему је живело 11.726 становника.

## Демографија
Према попису становништва из 2010. у граду је живело 11.726 становника, што је 3.673 (45,6%) становника више него 2000. године.
| Група             | 2000.         | 2010.          |
| Белци             | 7.525 (93,4%) | 10.216 (87,1%) |
| Афроамериканци    | 307 (3,8%)    | 912 (7,8%)     |
| Азијати           | 18 (0,2%)     | 166 (1,4%)     |
| Хиспаноамериканци | 88 (1,1%)     | 247 (2,1%)     |
| Укупно            | 8.053         | 11.726         |